# Mount McHarg
Mount McHarg är ett berg i Kanada.   Det ligger på gränsen mellan Alberta och British Columbia, i den västra delen av landet, 3 000 km väster om huvudstaden Ottawa. Toppen på Mount McHarg är 2 888 meter över havet.
Terrängen runt Mount McHarg är bergig västerut, men österut är den kuperad.Trakten runt Mount McHarg är nära nog obefolkad, med mindre än två invånare per kvadratkilometer.. Det finns inga samhällen i närheten. 
Trakten runt Mount McHarg består i huvudsak av gräsmarker.